# Congal Cáech
Congal Cáech (también Congal Cláen) fue rey de los Cruthin de Dál nAraidi, en el moderno Úlster, de alrededor 626 a 637. Fue rey de Úlster de 627–637 y, según algunas fuentes, Rey Supremo de Irlanda.

## Orígenes
Mientras la historia irlandesa en este periodo está repleta con nombres de personas, sobre las que poco se sabe a excepción de su ascendencia y la fecha y modo de su muerte, ninguna fuente antigua preserva la ascendencia de Congal. Según materiales posterior Congal era hijo de Scandal Sciathlethan y nieto de Fiachnae mac Báetáin. En los siglos VI y VII los Dal nAraidi formaban parte de la confederación de tribus Cruithne en Ulaid (Úlster) y era los miembros dominantes. La línea gobernante principal de Dal nAraide eran los Uí Chóelbad basados en Mag Line, al este de Antrim en el condado del mismo nombre. Es posible que Congal no perteneciera a esta rama de los Cruithne sino a alguna otra, así que no sería el nieto de Fiachnae, que sí pertenecía a esta rama.
El Fled Dúin na nGéd hace a Congal nieto de Eochaid Buide, Rey de Dál Riata, lo que no es confirmado por otras fuentes pero que es cronológicamente factible a pesar de que contiene un anacronismo en que registra la muerte de Eochaid Buide años antes de la Batalla de Mag Rath. Esto haría a Congal el hijo de la hermana de su aliado Domnall Brecc.

## Rey de Ulaid
Se presume que Congal se convirtió en rey del Dál nAraidi en 626 a la muerte de Fiachnae, pero probablemente no fue capaz de imponerse como rey del Ulaid hasta algún tiempo después de la muerte de Fiachnae mac Demmáin en 627. Aparece por vez primera en los anales en 628, cuándo mata a Suibne Mend del Cenél nEógain, presuntamente Rey Supremo de Irlanda, en Traig Bréni en la orilla de Lough Swilly. Este asesinato pudo despejar el camino de Congal al trono de Ulaid, pero también situó a Domnall mac Áedo de Cenél Conaill, la némesis de Congal, en cabeza de los Uí Néill. Según el Fled Dúin na nGéd, Domnall era el padre adoptivo de Congal. Domnall había chocado con Suibne con anterioridad ese mismo año y es posible que Domnall y Congal actuaran juntos.
Esta saga misma graba un leve que Congal sufrió en el festín y que parece haberle puesto en contra de su padre adoptivo. En 629 se enfrentaron y Congal fue derrotado por Domnall mac Áedo en la Batalla de Dún Ceithirn (Duncairn, cerca de Coleraine, Condado Londonderry) y huyó del campo de batalla.
En 629, los Dal nAraide parecen haber derrotado a los Dál Riata en Fid Eóin, asesinando a Connad Cerr, a pesar de que el nombre del vencedor aparece como Maél Caích, quizás un hermano desconocido de Congal. Además de la pérdida de su rey, en la batalla fallecieron dos nietos de Áedán mac Gabráin y el exiliado Berniciano Osric (quizás hijo de Etelfrido de Bernicia). Es posible que, al convertirse en Rey de Ulaid, Congal delegara los asuntos de Dal nAraide en Maél Caích mac Scandail que contó con la oposición de otros Criuthne dirigidos por Dícuil mac Echach posiblemente miembros de los Latharna de Larne (otra tribu Dal nAraide).

## Rey de Tara
La lucha de Congal oferta por la corona de Tara tiene que haber ocurrido después de que 629. Acontecimientos en las midlands en los años 633–634 vieron a los aliados de Congal, los Clann Cholmáin ganar numerosas victorias en Leinster y Meath que pueden ser conectadas con el reinado de Congal. Congal pudo también haber apoyado a Cenél maic Ercae en su contienda con los Cenél Feradaig, rama de Cenél nEógain.
Los epítetos de Congal, cáech y cláen significan "bizqueante" o "medio ciego". Una antigua ley sobre apicultura, el Bechbretha, escrita en la generación siguiente a la muerte de Congal, enlaza estos epítetos con Congal el ser cegado en un ojo por abejas propiedad de Domnall mac Áedo. Esto,  dice, pondría a Congal fuera del reinado de Tara. Ninguna fuente posterior menciona a Congal como Rey Supremo de Irlanda, lo que viene a ser lo mismo que el trono de Tara, pero el Cath Maige Rath repite al Bechbretha al afirmar que los hombres de Ulaid reclamaron que se sacara el ojo del hijo del apicultor– un hijo del Rey Domnall mac Áedo – en compensación.
Estos tratados pueden haber sido parte de una guerra de propaganda contra Congal que tuvo que afrontar hostilidad de los Dal Fiatach y de la dinastía principal de los Dal nAraide, los Uí Chóelbad. En el periodo 635–636 a los aliados de Domnall mac Áedo parece haberles ido mejor que a los de Congal. En 635 sus aliados de Clann Cholmáin fueron derrotados por los Síl nÁedo Sláine, aliados de Domnall mac Áedo. Esta puede haber sido la razón real para la alianza entre Domnall Brecc  y Congal ya que su dinastía era aliada de Clann Cholmáin. Domnall pudo también ser hostil con la dinastía del Uí Chóelbad de los Dal nAraide. En 636 el asesinato del rey de Ailech, de los Cenél Feradaig no fue suficiente para desplazar a esta casa en favor de los aliados de Congal, los Cenél maic Ercae.

## Mag Rath
Domnall mac Áedo dominó el transcurso de los acontecimientos en los años siguientes, hasta alrededor de 637, cuándo Congal, junto con Domnall Brecc de Dál Riata le desafiaron en la batalla de Mag Rath (Moira, Condado Down). Domnall mac Áedo venció y Congal fue asesinado en la derrota. Esta batalla aparece en el Buile Shuibhne y es relatada en el Cath Maige Rath.

## Reputación y representaciones
Congal es el protagonista del Fled Dúin na nGéd. Aparece en el Cath Maige Rath.
El poeta irlandés Sir Samuel Ferguson escribió un largo poema heroico sobre Congal, basado lejanamente en el Fled Dúin na nGéd, titulado Congal: Un Poema en Cinco Libros (1907).